# IHF Cup 1986-1987 (pallamano maschile)
La IHF Cup 1986-1987 è stata la 6ª edizione del terzo torneo europeo di pallamano maschile per ordine di importanza dopo la Coppa dei Campioni e la Coppa delle Coppe. È stata organizzata dall'International Handball Federation, la federazione internazionale di pallamano. La competizione è iniziata nell'ottobre 1986 e si è conclusa a maggio 1987.
Il torneo è stato vinto dalla compagine sovietica del Granitas Kaunas per la 1ª volta nella sua storia.

## Risultati

### Primo turno
| Squadra 1       | Squadra 2           | Andata                       | Ritorno                     | Totale  |
| --------------- | ------------------- | ---------------------------- | --------------------------- | ------- |
| Sjundeå IF      | Granitas Kaunas     | Siuntio                      | Kaunas                      | 32 - 59 |
| Sjundeå IF      | Granitas Kaunas     | 16 - 33                      | 16 - 26                     | 32 - 59 |
| HV Sittardia    | HC Schiflange       | Sittard, 28 settembre 1986   | Schifflange, 4 ottobre 1986 | 55 - 37 |
| HV Sittardia    | HC Schiflange       | 25 - 13                      | 30 - 24                     | 55 - 37 |
| SMUC Marsiglia  | ABC Braga           | Marsiglia, 28 settembre 1986 | Braga                       | 39 - 41 |
| SMUC Marsiglia  | ABC Braga           | 19 - 16                      | 20 - 25                     | 39 - 41 |
| Pelister Bitola | Philippos Verias    | Bitola                       | Veria                       | 48 - 40 |
| Pelister Bitola | Philippos Verias    | 28 - 18                      | 20 - 22                     | 48 - 40 |
| Valur           | IF Urædd            | Reykjavík, 3 ottobre 1986    | Reykjavík, 5 ottobre 1986   | 34 - 41 |
| Valur           | IF Urædd            | 14 - 16                      | 20 - 25                     | 34 - 41 |
| BSV Berna       | Sporting Neerpelt   | Berna, 28 settembre 1986     | Neerpelt                    | 38 - 36 |
| BSV Berna       | Sporting Neerpelt   | 21 - 15                      | 17 - 21                     | 38 - 36 |
| ATSE Graz       | ITU Istanbul        | Graz, 28 settembre 1986      | Istanbul, 5 ottobre 1986    | 58 - 30 |
| ATSE Graz       | ITU Istanbul        | 32 - 13                      | 26 - 17                     | 58 - 30 |
| CSKA Sofia      | Sporting Club Gaeta | Sofia, 28 settembre 1986     | Gaeta                       | 61 - 36 |
| CSKA Sofia      | Sporting Club Gaeta | 30 - 17                      | 31 - 19                     | 61 - 36 |
| Vizantinos      | Hapoel Rehovot      | Atene, 28 settembre 1986     | Rehovot                     | 44 - 39 |
| Vizantinos      | Hapoel Rehovot      | 20 - 20                      | 24 - 19                     | 44 - 39 |

### Ottavi di finale
| Squadra 1          | Squadra 2       | Andata                       | Ritorno                       | Totale  |
| ------------------ | --------------- | ---------------------------- | ----------------------------- | ------- |
| Gladsaxe HG        | Granitas Kaunas | Gladsaxe                     | Kaunas                        | n.d.    |
| Gladsaxe HG        | Granitas Kaunas | n.d.                         | n.d.                          | n.d.    |
| HC Slavia Praga    | SC Pick Szeged  | Praga, 16 novembre 1986      | Seghedino, 23 novembre 1986   | 44 - 40 |
| HC Slavia Praga    | SC Pick Szeged  | 23 - 18                      | 21 - 22                       | 44 - 40 |
| ATSE Graz          | VfL Gummersbach | Graz, 15 novembre 1986       | Gummersbach, 23 novembre 1986 | 37 - 51 |
| ATSE Graz          | VfL Gummersbach | 20 - 28                      | 17 - 23                       | 37 - 51 |
| SC Magdeburgo      | ABC Braga       | Magdeburgo, 15 novembre 1986 | Braga, 23 novembre 1986       | 61 - 39 |
| SC Magdeburgo      | ABC Braga       | 26 - 21                      | 35 - 18                       | 61 - 39 |
| CSKA Sofia         | IF Guif         | Sofia, 15 novembre 1986      | Eskilstuna, 23 novembre 1986  | 55 - 50 |
| CSKA Sofia         | IF Guif         | 33 - 25                      | 22 - 25                       | 55 - 50 |
| Vizantinos         | IF Urædd        | Atene, 16 novembre 1986      | Porsgrunn, 23 novembre 1986   | 40 - 54 |
| Vizantinos         | IF Urædd        | 24 - 27                      | 16 - 27                       | 40 - 54 |
| BSV Berna          | HV Sittardia    | Berna, 16 novembre 1986      | Sittard, 23 novembre 1986     | 53 - 46 |
| BSV Berna          | HV Sittardia    | 28 - 19                      | 25 - 27                       | 53 - 46 |
| BM Atletico Madrid | Pelister Bitola | Madrid, 15 novembre 1986     | Bitola, 22 novembre 1986      | 38 - 34 |
| BM Atletico Madrid | Pelister Bitola | 19 - 10                      | 19 - 24                       | 38 - 34 |

### Quarti di finale
| Squadra 1          | Squadra 2       | Andata                       | Ritorno                | Totale  |
| ------------------ | --------------- | ---------------------------- | ---------------------- | ------- |
| HC Slavia Praga    | Granitas Kaunas | Praga, 11 gennaio 1987       | Kaunas                 | 39 - 49 |
| HC Slavia Praga    | Granitas Kaunas | 16 - 26                      | 23 - 23                | 39 - 49 |
| VfL Gummersbach    | SC Magdeburgo   | Gummersbach, 11 gennaio 1987 | Magdeburgo             | 38 - 37 |
| VfL Gummersbach    | SC Magdeburgo   | 24 - 19                      | 14 - 18                | 38 - 37 |
| BM Atletico Madrid | BSV Berna       | Madrid, 11 gennaio 1987      | Berna, 17 gennaio 1987 | 49 - 41 |
| BM Atletico Madrid | BSV Berna       | 22 - 15                      | 27 - 26                | 49 - 41 |
| IF Urædd           | CSKA Sofia      | Porsgrunn, 11 gennaio 1987   | Sofia                  | 48 - 44 |
| IF Urædd           | CSKA Sofia      | 23 - 18                      | 25 - 26                | 48 - 44 |

### Semifinali
| Squadra 1       | Squadra 2          | Andata                   | Ritorno                    | Totale  |
| --------------- | ------------------ | ------------------------ | -------------------------- | ------- |
| Granitas Kaunas | VfL Gummersbach    | Kaunas, 30 marzo 1987    | Gummersbach, 5 aprile 1987 | 39 - 38 |
| Granitas Kaunas | VfL Gummersbach    | 22 - 12                  | 17 - 26                    | 39 - 38 |
| IF Urædd        | BM Atletico Madrid | Porsgrunn, 4 aprile 1987 | Madrid, 12 aprile 1987     | 42 - 53 |
| IF Urædd        | BM Atletico Madrid | 23 - 25                  | 19 - 28                    | 42 - 53 |

### Finale
| Squadra 1          | Squadra 2       | Andata  | Ritorno | Totale        |
| ------------------ | --------------- | ------- | ------- | ------------- |
| BM Atletico Madrid | Granitas Kaunas | Madrid  | Kaunas  | 41 - 41 (gfc) |
| BM Atletico Madrid | Granitas Kaunas | 23 - 23 | 18 - 18 | 41 - 41 (gfc) |

## Campioni
| Vincitore della IHF Cup 1986-1987 |
| --------------------------------- |
| Granitas Kaunas 1º titolo         |